# فریزیرز لندینگ (کالیفرنیا)
فریزیرز لندینگ (به انگلیسی: Fraziers Landing) یک منطقهٔ مسکونی در ایالات متحده آمریکا است که در شهرستان کولوزا، کالیفرنیا واقع شده‌است. فریزیرز لندینگ ۱۳ متر بالاتر از سطح دریا واقع شده‌است.